# Cappelle mariane rurali di Gaeta

Mappa con la posizione delle cappelle mariane rurali nel territorio del comune di Gaeta:
1. cappella della Madonna del Colle;
2. cappella della Madonna di Casalarga;
3. cappella della Madonna di Conca;
4. cappella della Madonna di Longato.

Le cappelle mariane rurali di Gaeta sono dei luoghi di culto cattolici dedicati alla Vergine Maria situati nella campagna che rientra nel territorio comunale della città. Sono quattro e prendono ciascuna il nome dalla località in cui si trova:
- la cappella della Madonna del Colle, in via del Colle;
- la cappella della Madonna di Casalarga, in via Sant'Agostino;
- la cappella della Madonna di Conca, in via Conca;
- la cappella della Madonna di Longato, in via Sant'Agostino.

Esse erano popolarmente chiamate "Madonnelle" per distinguerle dalle "Madonne", ovvero le statue vestite di grandi dimensioni (come quelle di Porto Salvo o del Rosario) che venivano venerate nelle chiese della città e del Borgo.

## Profilo storico e caratteri architettonici generali
Le cappelle mariane rurali che si trovano nella campagna circostante l'antico nucleo della città di Gaeta e del suo Borgo furono edificate principalmente per la devozione dei contadini; tale culto, che invoca Maria protettrice del lavoro nei campi e dei raccolti, affonda le sue radici nella religione romana mutuando quello della dea Cerere. Queste cappelle acquisirono un importante ruolo di centro religioso in occasione dell'assedio di Gaeta del 1860-1861 e della seconda guerra mondiale, quando la popolazione sfollata si trasferì nelle campagne. A ciascuna di esse era legata una festa annuale che cadeva nel mese di settembre: l'economia agricola gaetana era essenzialmente basata sulla coltivazione della vite e sulla produzione di vino e settembre era tradizionalmente nella città il momento del ringraziamento per il raccolto, prima dell'inizio della vendemmia. La prima festa era quella legata alla cappella della Madonna di Conca che aveva luogo l'8 settembre, festa liturgica della titolare (Madonna Bambina); le domeniche successive seguivano in ordine quella della Madonna del Colle, quella della Madonna di Casalarga ed infine quella della Madonna di Longato, che sono tutte dedicate alla Madonna delle Grazie. I festeggiamenti prevedevano anche una processione per la campagna ed una piccola sagra.
Le cappelle mariane rurali hanno in comune uno stesso impianto architettonico: ciascuna di esse, infatti, è inserita all'interno di un piccolo complesso costituito dal luogo di culto stesso (che si presenta di dimensioni modeste), da un arcone in muratura che passa al di sopra della strada antistante e, ad eccezione della cappella della Madonna di Casalarga, anche dall'annessa canonica dove abitava il custode.

## Cappella della Madonna del Colle

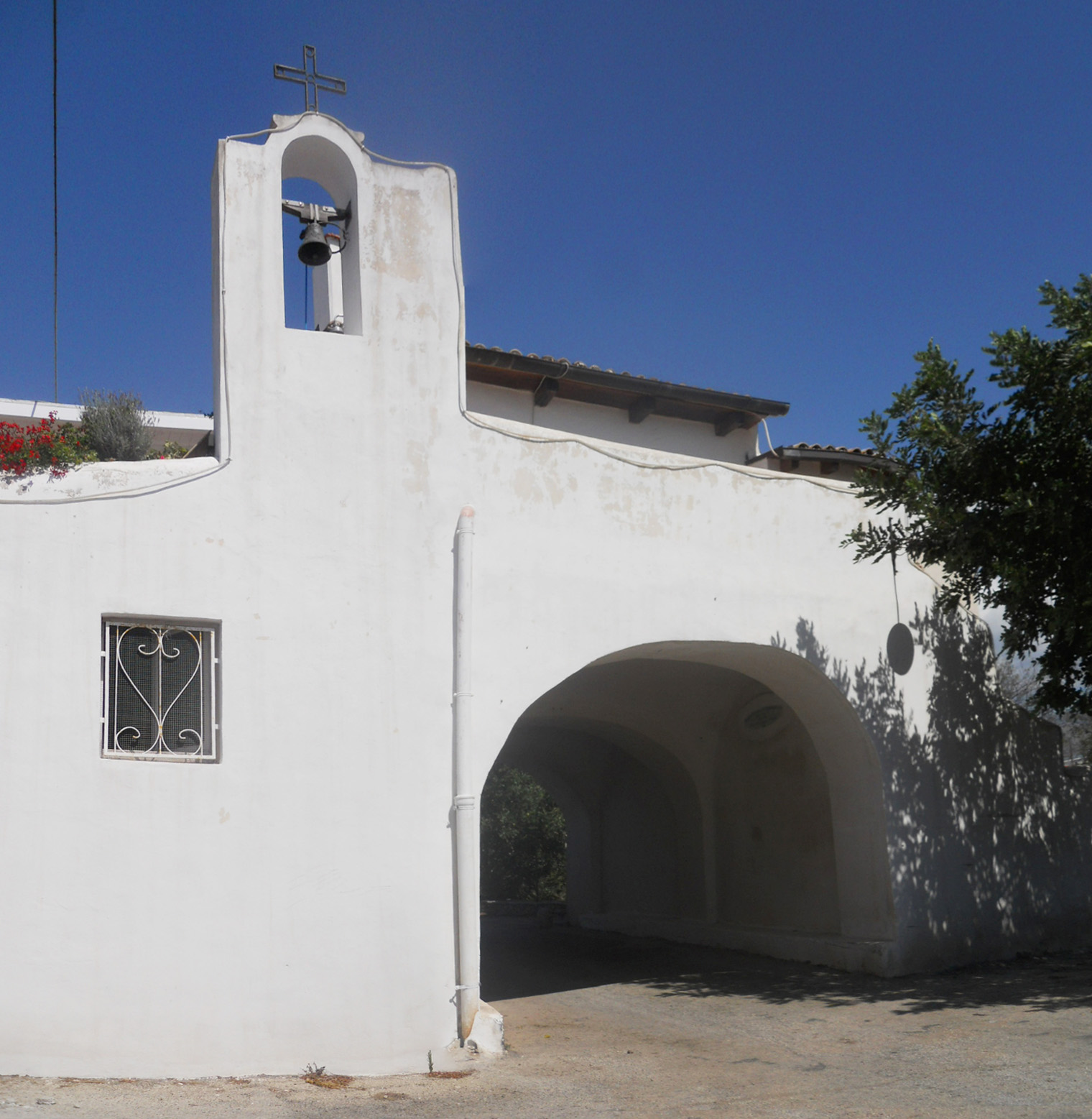
Cappella della Madonna del Colle

La cappella della Madonna del Colle sorge lungo la strada provinciale 152 del Colle, sulla sommità dell'altura detta "il Colle" (ad un'altitudine di 152 m s.l.m.), nella località omonima. Rientra nel territorio della parrocchia di San Nilo Abate e la sua festa è attualmente l'ultima domenica di agosto.
La cappella fu probabilmente costruita nel XVII secolo e venne citata per la prima volta in un documento del 1729 con il quale i giudici della città di Gaeta devolvevano dei fondi pubblici in favore del canonico Giuseppe Porcellati per dotare il luogo di culto di suppellettili liturgiche per potervi celebrare la messa per i contadini che abitavano nella zona. Nel 1882 venne costruito l'arcone da Erasmo di Ciaccio, mentre nel primo decennio del XXI secolo la cappella è stata oggetto di un intervento di restauro conservativo sia interno, sia esterno.
La cappella è inserita all'interno di un articolato complesso architettonico posto a cavallo della strada stessa. L'arcone, che sostiene una terrazza e parte dell'ampia canonica è di eccezionali dimensioni, con due campate voltate a vela; sotto quella meridionale trova luogo la porta d'accesso alla cappella, con semplice cornice a rilievo, sormontata da un oculo ovale chiuso con inferriata. Il luogo di culto internamente si compone di un ambiente a pianta quadrata coperto da volta a crociera ed illuminato da una finestra rettangolare che si apre nella parete sinistra, e dall'abside rettangolare con volta a botte estradossata visibile anche dall'esterno; a ridosso della parete di fondo di quest'ultima vi è l'altare in stucco dalle forme barocche, sormontato da un moderno dipinto raffigurante la Madonna che allatta Gesù Bambino. Sul fianco sinistro dell'edificio, rivolto verso la città, vi è il campanile a vela ad unico fornice.

## Cappella della Madonna di Casalarga

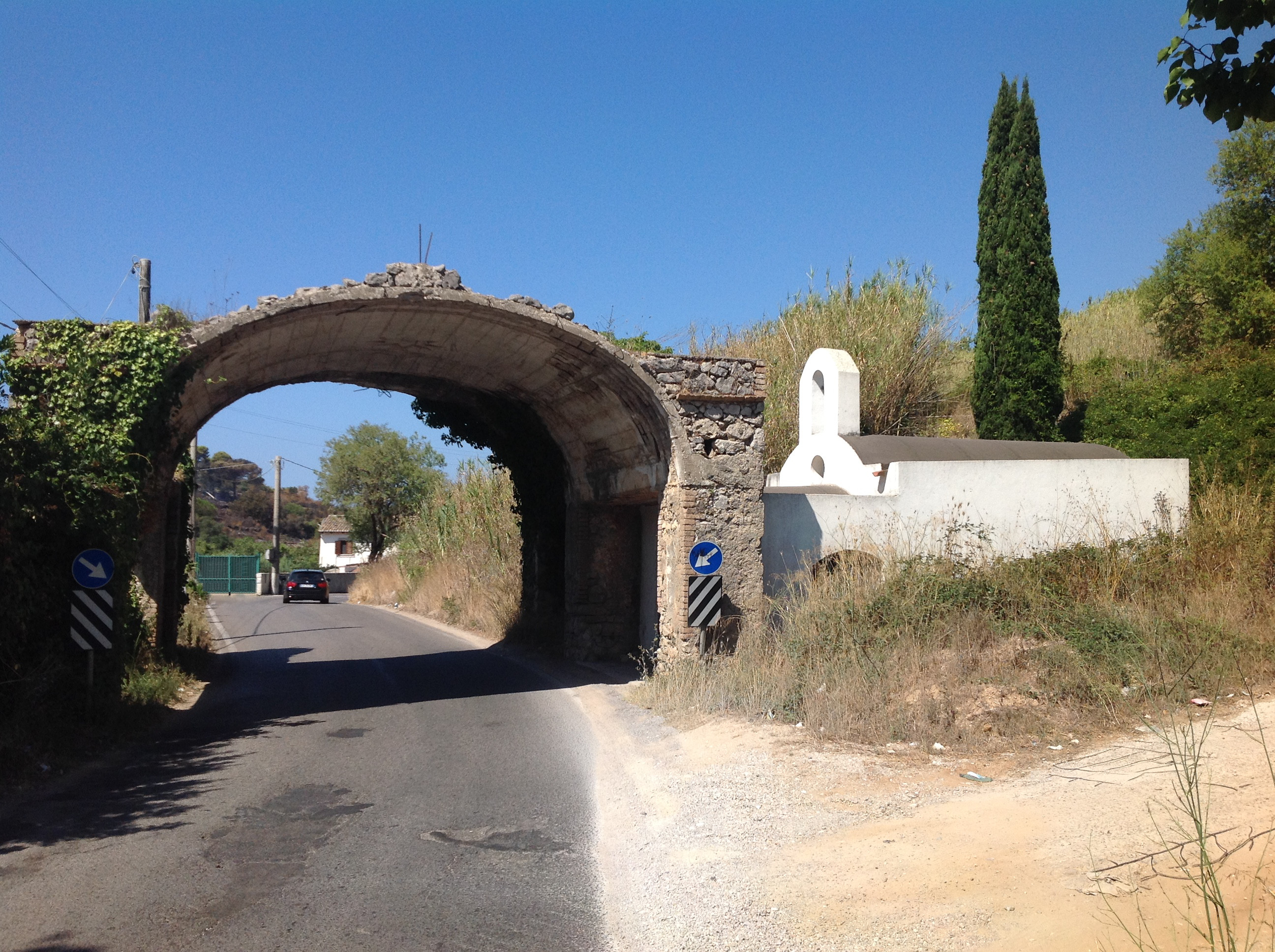
Cappella della Madonna di Casalarga

La cappella della Madonna di Casalarga si trova lungo la strada provinciale 138 Sant'Agostino, tra l'incrocio con via del Colle (a est) e via Monte Ercole (a ovest), presso l'omonima località nella quale, tra l'VII e il VI secolo a.C., vi fu un insediamento di Ausoni; la cappella ricade all'interno del territorio della parrocchia di San Carlo Borromeo.
La cappella già esisteva agli inizi del XVII secolo quando venne restaurata a cura del canonico Giuseppe Porcellati; il 10 luglio 1729 fu benedetta dal vicario generale don Andrea Ferro per procura del vescovo di Gaeta Carlo Pignatelli, dedicata alla Madonna delle Grazie, a san Francesco d'Assisi e a san Silvestro I papa e riaperta al culto; l'edificio sorgeva all'interno di un terreno coltivato a vigna e uliveto, di proprietà del notaio Pietro Boniglia che lo donò affinché la cappella potesse avere una propria dote a patto che venisse concesso in enfiteusi al borghigiano Francesco Spignese.
Il luogo di culto è preceduto da un arcone in cemento armato e pietre che passa al di sopra della strada antistante; privo di funzione portante e in parte deteriorato, fu costruito dal capomastro Graziano Fronzuto nel 1955 e presenta a rilievo al centro della volta una stella a otto punte, simbolo mariano. Esternamente la cappella è priva di elementi decorativi e presenta un compatto paramento murario in intonaco bianco. La facciata segue il profilo ad arco della volta a botte estradossata dell'aula e presenta nella parte superiore un oculo che dà luce all'interno della chiesa e, in posizione centrale, un campanile a vela ad unico fornice. L'ingresso, costituito da una semplice porta, è preceduto da un portico formato da un arco ribassato illuminato, ai lati, da due aperture a lunetta. All'interno la chiesa è costituita da un unico ambiente a pianta rettangolare, voltato a botte e con moderno pavimento in cotto; a ridosso della parete di fondo si trova l'altare, in stucco con elementi marmorei, la cui mensa è sorretta da due mensole, sormontato da una riproduzione fotografica dell'immagine della Madonna che allatta Gesù Bambino. Non è più presente la pala citata nei documenti del XVII secolo e raffigurante la Madonna delle Grazie tra i santi Francesco d'Assisi e Silvestro I papa. La cappella era dotata anche di una statua vestita della Madonna col Bambino di modeste dimensioni, ora andata perduta, che prima di rimanere stabilmente nell'edificio veniva custodita nell'ex chiesa di San Procolo (situata nel Borgo nel rione Calegna) e portata a Casalarga in occasione della festa annuale.

## Cappella della Madonna di Conca
La cappella della Madonna di Conca è situata alle pendici sud-orientali del monte Conca, lungo l'omonima strada che ricalca l'antico tracciato della via Flacca, non lontana dall'intersezione di quest'ultima con l'attuale strada statale; unica delle cappelle mariane rurali ad essere collocata nell'odierno centro abitato di Gaeta (sebbene in origine si trovasse al di fuori dello stesso), ricade sotto la giurisdizione della parrocchia di San Carlo Borromeo ed è dedicata alla Madonna Bambina; la sua festa si celebra l'8 settembre. Secondo un'antica tradizione vi si recavano in pellegrinaggio in gruppo le ragazze nubili in età da marito insieme ad una donna maritata, nella credenza che almeno una di loro si sarebbe sposata entro l'anno.
La cappella sorge in un'area ricca di ruderi di epoca romana e nei pressi di una sorgente d'acqua, in abbandono dal 1920 circa. Fu edificata nel 1639 per volere delle cistercensi del monastero di San Chirico, situato dentro le mura di Gaeta, su un terreno da loro acquistato tre anni prima; la custodia venne affidata ad un eremita che abitava presso la cappella e si occupava settimanalmente della questua nel Borgo per l'olio della lampada posta davanti all'immagine della Madonna, figura che rimase fino alla seconda metà del XIX secolo. Durante l'assedio di Gaeta del 1806 la cappella, insieme al non lontano palazzo Spirito (situato in località Pizzone e distrutto nel 1943), furono adibiti dal generale Andrea Massena a quartier generale francese. Con la soppressione del monastero di San Chirico nel 1809, la cappella ricadde sotto la giurisdizione della parrocchia di San Carlo Borromeo, mentre il giardino annesso fu venduto ad un privato; fu più volte visitata privatamente da papa Pio IX durante la sua permanenza a Gaeta nel 1848-1849.
La cappella è inserita al pianterreno del complesso della canonica, sul quale svetta il campanile a vela a fornice unico; il suo ingresso, costituito da una porta affiancata da due oculi ovali sotto i quali esternamente vi sono due basse panchine in muratura, dà sotto l'arcone che scavalca la strada antistante, il quale presenta una volta a crociera leggermente ogivale ed è sormontato da una terrazza. All'interno la cappella è composta da un'unica navata di due campate separate da un arco a tutto sesto poggiante su semipilastri; la prima, più ampia, è anch'essa voltata a crociera, mentre quella del presbiterio è coperta con volta a botte lunettata. Sopra la porta vi era una cantoria, non più esistente, con organo a canne anch'esso andato perduto, sorretta dalle due colonne tuscaniche che attualmente sono ai lati dell'altare ottocentesco. Quest'ultimo si trova a ridosso della parete di fondo, è in stile barocco ed in marmi policromi; al di sopra di esso, fra le due finestre ovali che si aprono nella parete di fondo, vi è la pala raffigurante la Madonna col Bambino tra i santi Erasmo, Bernardino da Siena, Filippo Neri, Francesco di Paola, Tommaso d'Aquino e Marciano, attribuita a Filippo Conca (XVII secolo).
Alle spalle della cappella, nei pressi del lungomare Giovanni Caboto, sorge una costruzione in pietra a pianta circolare che accoglie al suo interno un'antica noria lignea (popolarmente chiamata "gnegnera"), costituita da una ruota dentata orizzontale avente un diametro di oltre 3 metri e da una verticale leggermente più piccola, che serviva per l'irrigazione del giardino.

## Cappella della Madonna di Longato

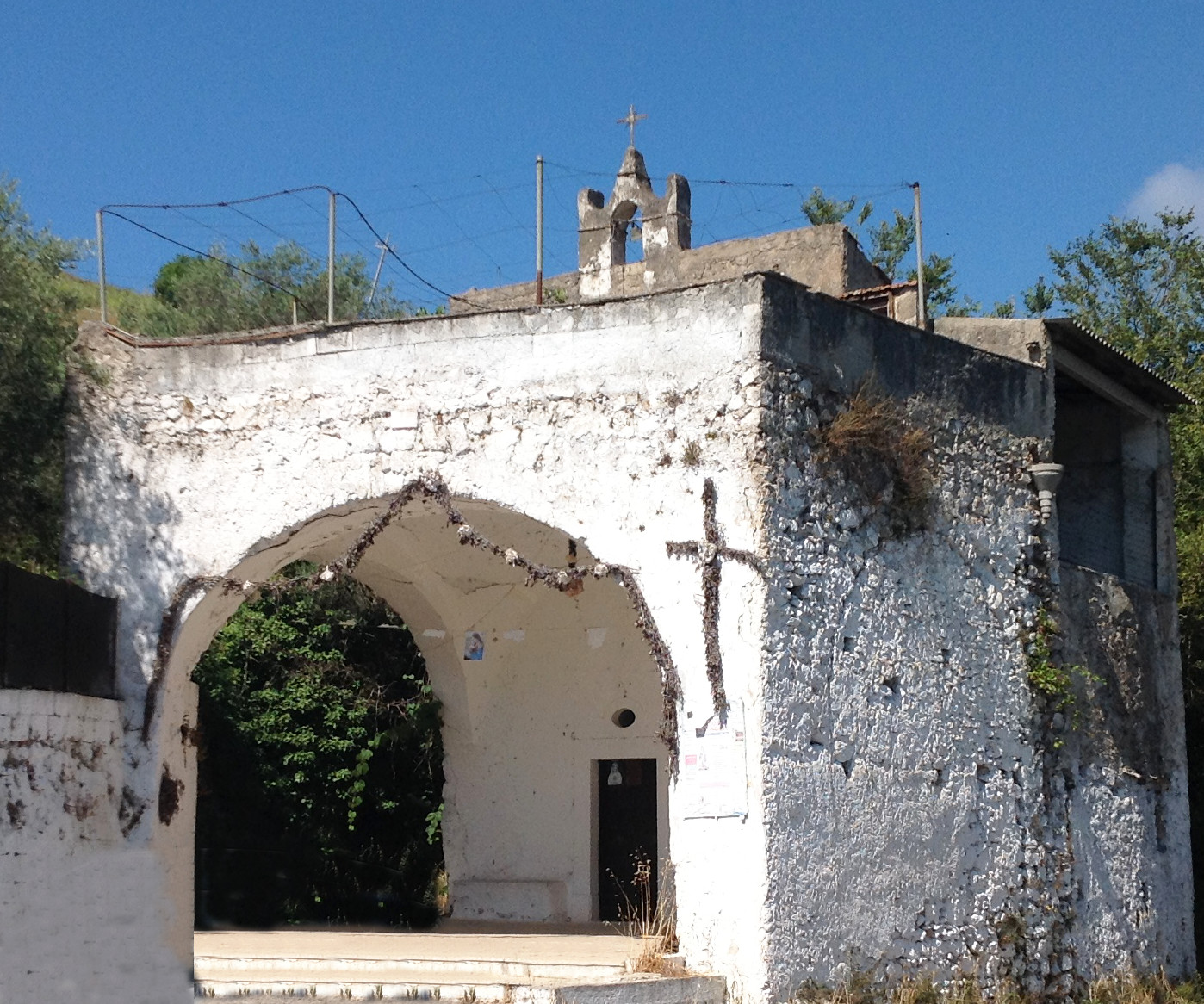
Cappella della Madonna di Longato

La cappella della Madonna di Longato si trova nel tratto occidentale della strada provinciale 138 Sant'Agostino, nei pressi del ponte sul torrente Longato (dove quest'ultimo confluisce nel torrente San Vito), presso l'omonima località che sorge sul sito di un antico insediamento di Ausoni; appartiene territorialmente alla parrocchia di San Nilo Abate e la sua festa viene celebrata generalmente la seconda domenica di settembre.
Le uniche notizie storiche relative a tale cappella risalgono al 1832, probabile anno di costruzione riportato sulla lapide affissa al di sopra dell'arcone; un'altra lapide commemora un restauro conservativo effettuato nel 1981. L'avancorpo, coperto internamente con volta a vela ed esternamente sormontato da una terrazza, si apre sia sul lato anteriore sia su quello meridionale poiché in quel punto l'antico tracciato della strada faceva un angolo di 90º; l'attuale strada, invece, costeggia la cappella sulla destra. La cappella è inglobata all'interno dell'edificio della canonica (che fra quelle delle cappelle mariane rurali è la più ampia ed elaborata) che, sul lato destro, presenta anche un semplice loggiato. Il campanile è a vela, con unico fornice, e posto in asse con il sottostante ingresso della cappella; il suo coronamento è costituito da un'unica cuspide con due semplici volute laterali. La cappella, il cui ingresso è costituito da una porta sormontata da un piccolo oculo ovale, è costituita da una breve navata con volta a botte e da un'abside con volta a crociera a ridosso della cui parete di fondo vi è l'altare in stucco sormontato da una deteriorata immagine della Madonna che allatta Gesù Bambino e da un crocifisso ligneo. A pavimento, nella navata, vi è una statua lignea della Madonna col Bambino.

## Cappelle scomparse

Mappa delle località in cui si trovavano le cappelle scomparse:
1. Arcella;
2. Casaregola;
3. Fossanova;
4. Pizzone;
5. Treglia.

Nella campagna che attualmente rientra nel territorio del comune di Gaeta vi erano anche altre cappelle dedicate alla Vergine Maria, attualmente scomparse, relativamente alle quali vi sono limitate notizie storiche.
In località Arcella, situata presso il confine con Formia, sorgeva una cappella dedicata anch'essa alla Madonna delle Grazie; si trovava lungo la via Flacca ed era stata profanata (e quindi sconsacrata) nel corso dell'assedio di Gaeta del 1815, motivo per il quale «nel 1825 il decurionato incaricò l'ingegnere comunale Marangio affinché eseguisse una perizia per potersi riparare e ripristinare al culto» la cappella, successivamente scomparsa.
In località Casaregola, che si trova lungo la strada provinciale 138 Sant'Agostino poco dopo la cappella di Casalarga in direzione Sant'Agostino e reca tracce di mura ciclopiche edificate dagli Ausoni, vi era una cappella che venne citata in un documento dell'ottobre 1180 facente parte del Codex diplomaticus cajetanus, nel quale viene riportata la donazione da parte di Marino Gattola di terre e vigne di sua proprietà alla chiesa di Santa Maria di Casaregola nella persona del priore Cristoforo, suo padre. Essa fu sede di rettoria, soppressa nel 1481 e accorpata al capitolo della cattedrale.
Nella piana di Fossanova (l'attuale Serapo) esisteva una cappella denominata semplicemente "Madonnella di Serapo"; di modeste dimensioni, si trovava a circa metà del tratto dell'attuale via Torino che congiunge corso Italia a via San Nilo; venne demolita negli anni 1960 nell'ambito dell'intensa urbanizzazione della zona che precedentemente era adibita ad orti, voluta dal piano regolatore generale comunale del 1959.
Fuori dal rione Spiaggia, in direzione di Formia, si trovavano due cappelle. La più vicina al centro abitato era quella della Madonna della Treglia nella località omonima; probabilmente esistente già nella prima metà del XVIII secolo, venne esplicitamente citata in un documento del 1829. Nell'area dell'attuale porto commerciale, in località Pizzone, esisteva una cappella secentesca dedicata all'Assunta. Entrambe furono distrutte dai bombardamenti della seconda guerra mondiale.

## Galleria d'immagini

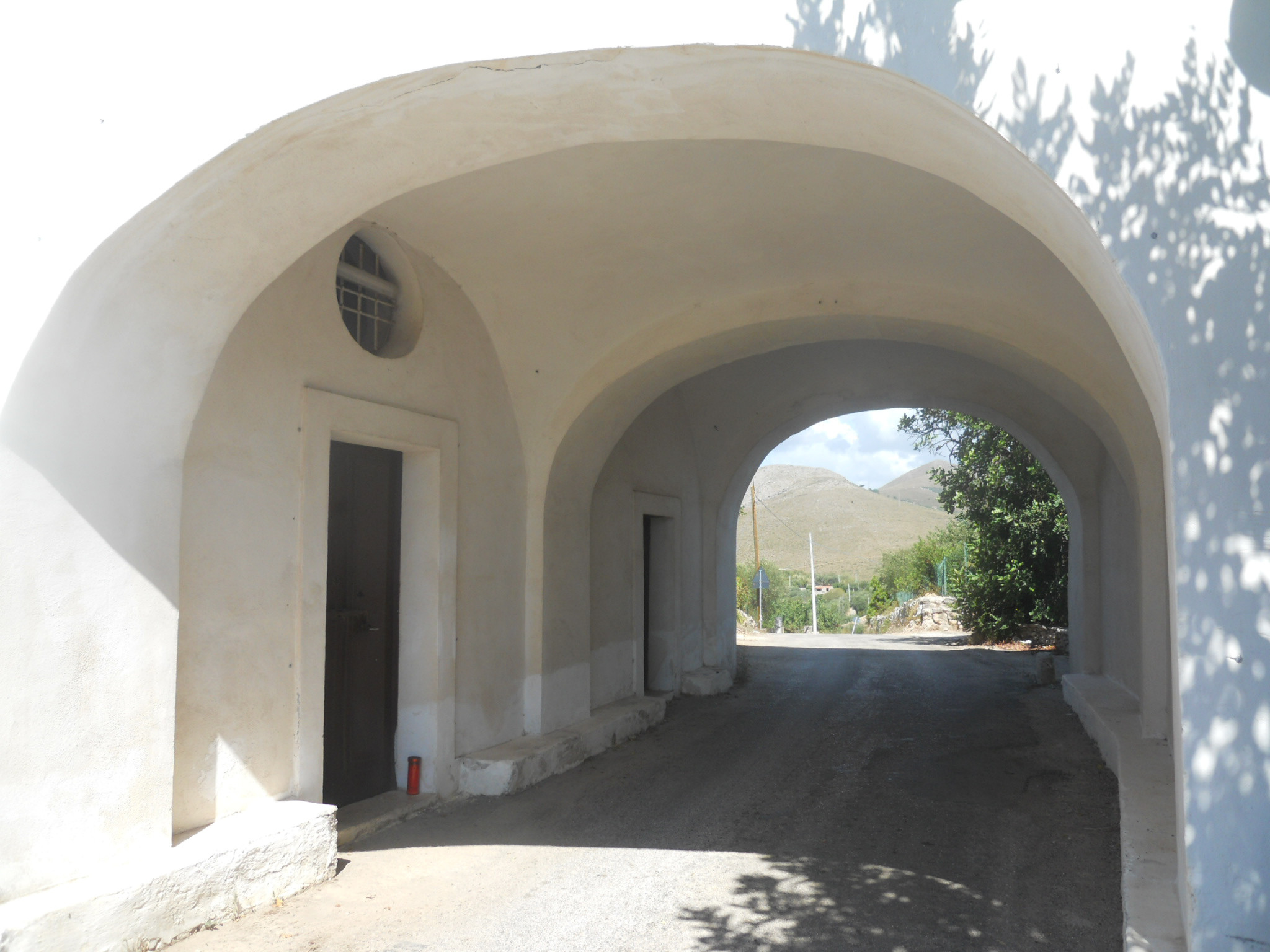
Arcone della cappella della Madonna del Colle
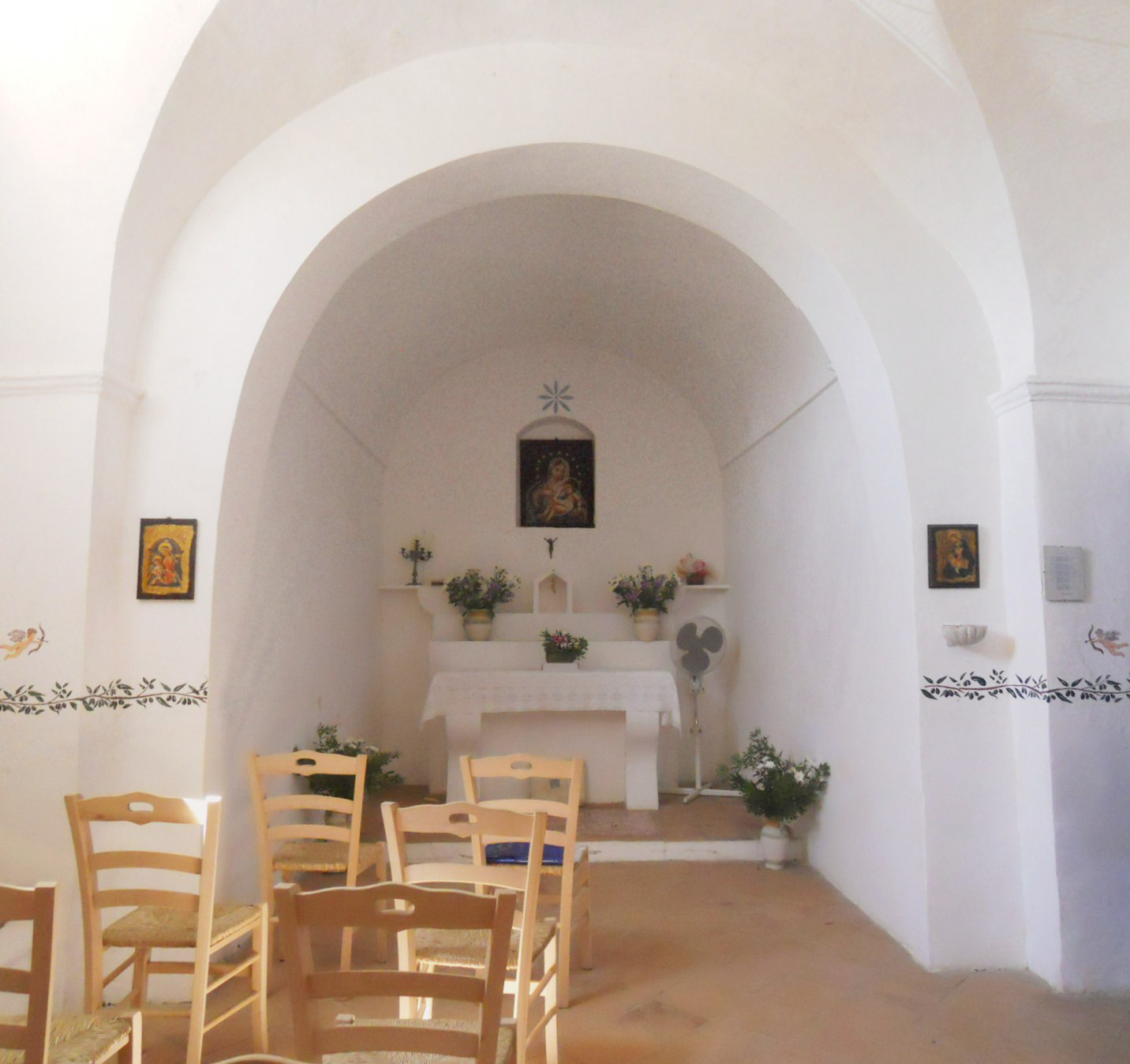
Interno della cappella della Madonna del Colle
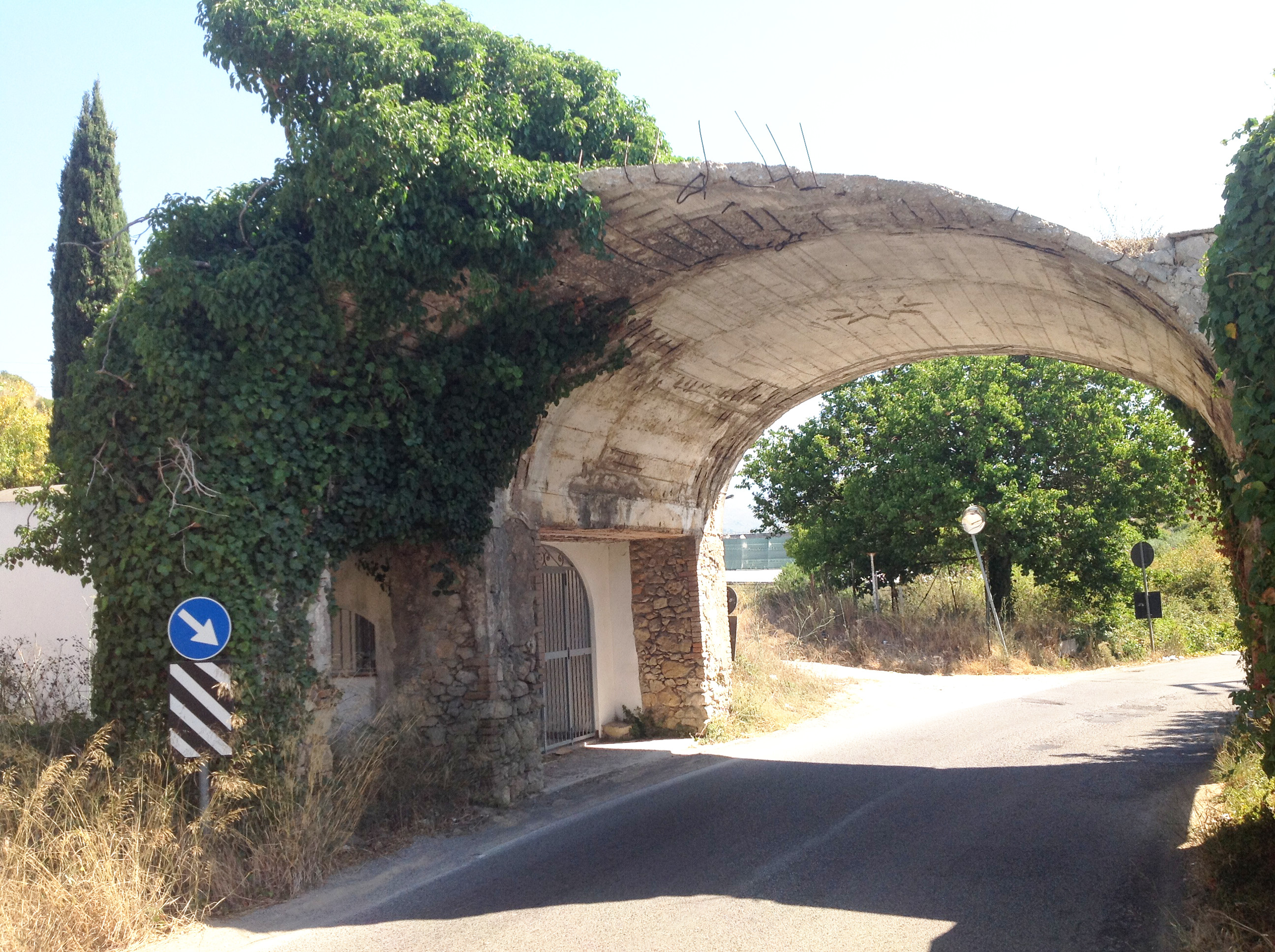
Arcone della cappella della Madonna di Casalarga
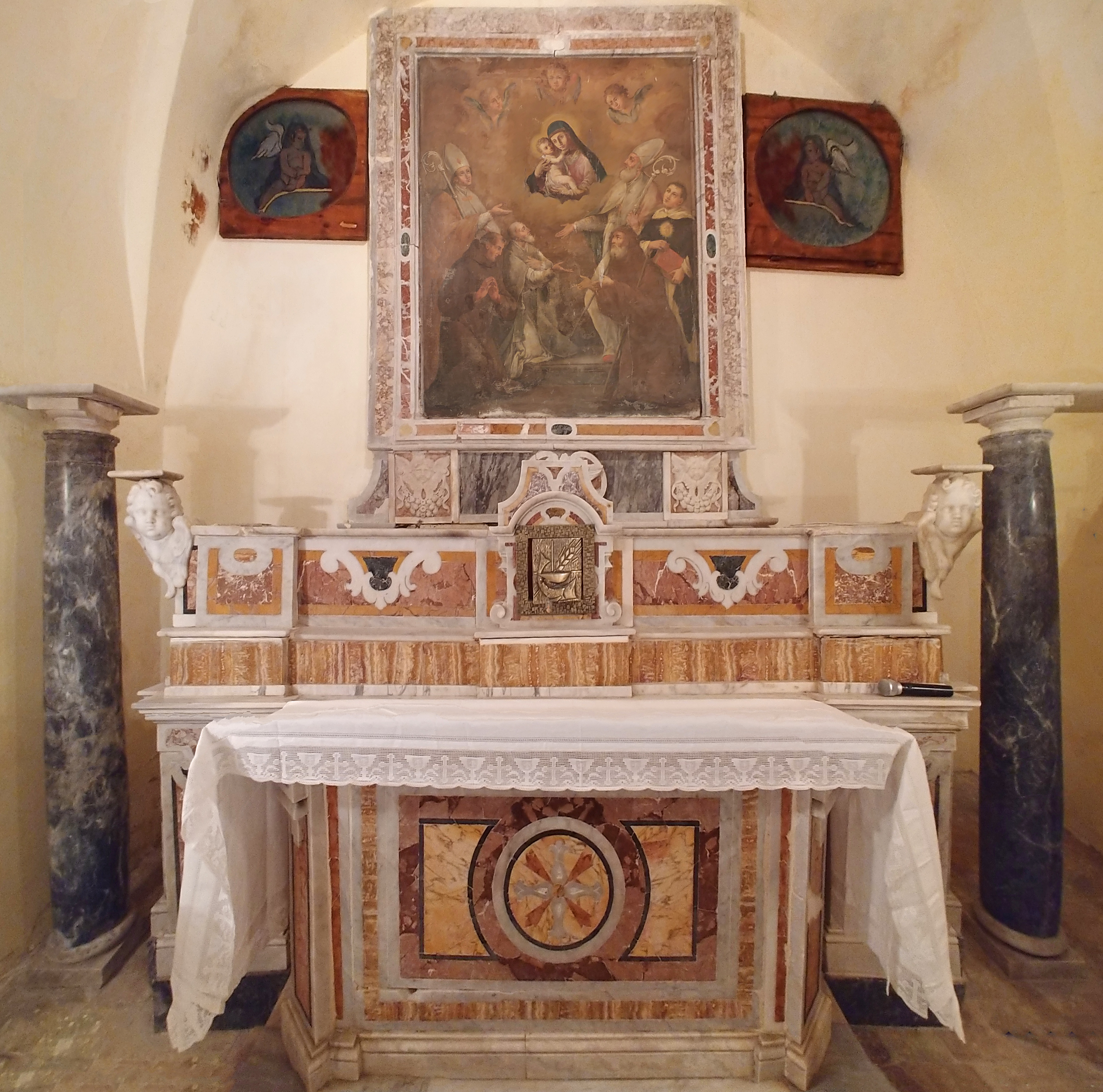
Altare della cappella della Madonna di Conca
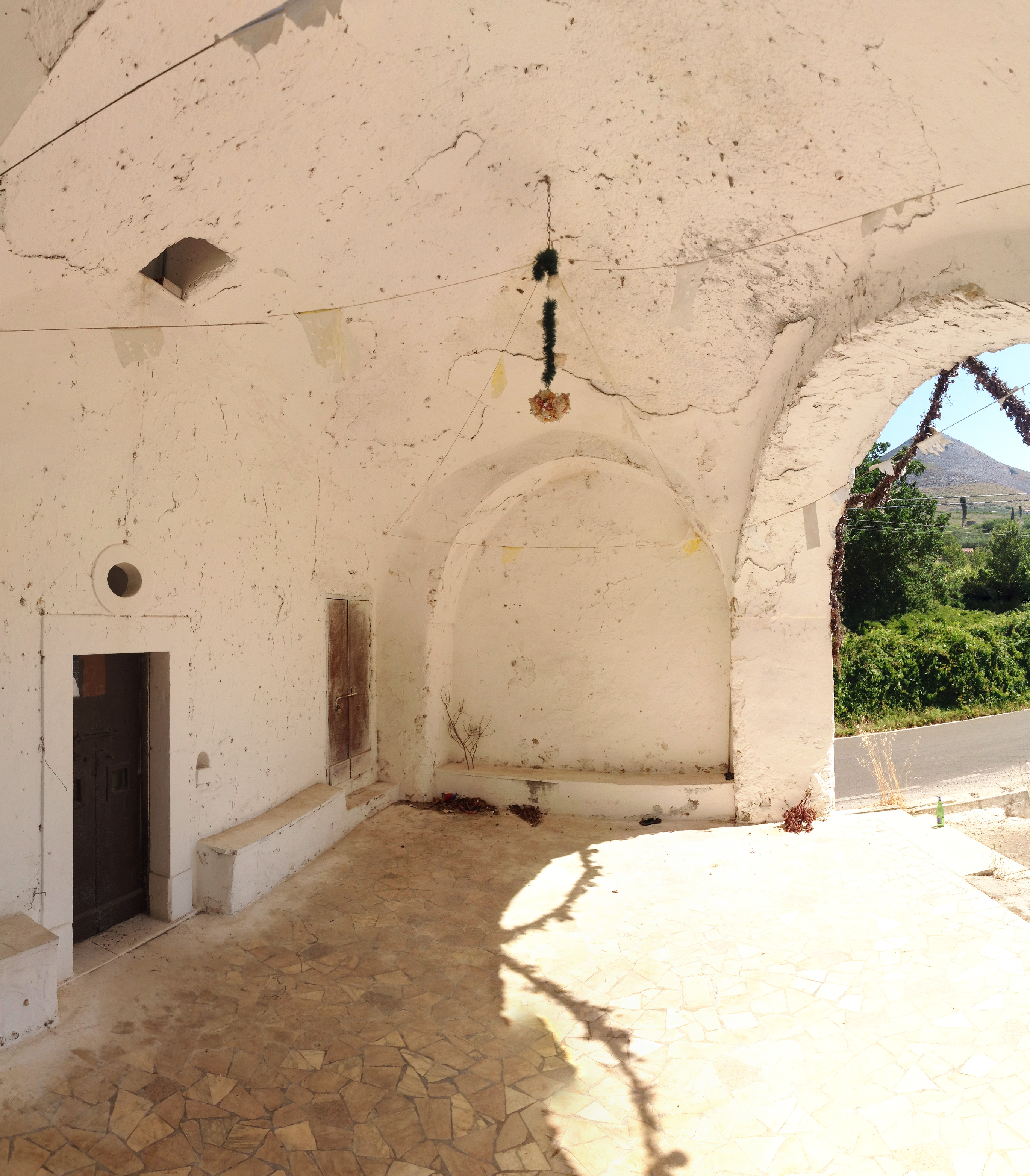
Arcone della cappella della Madonna di Longato
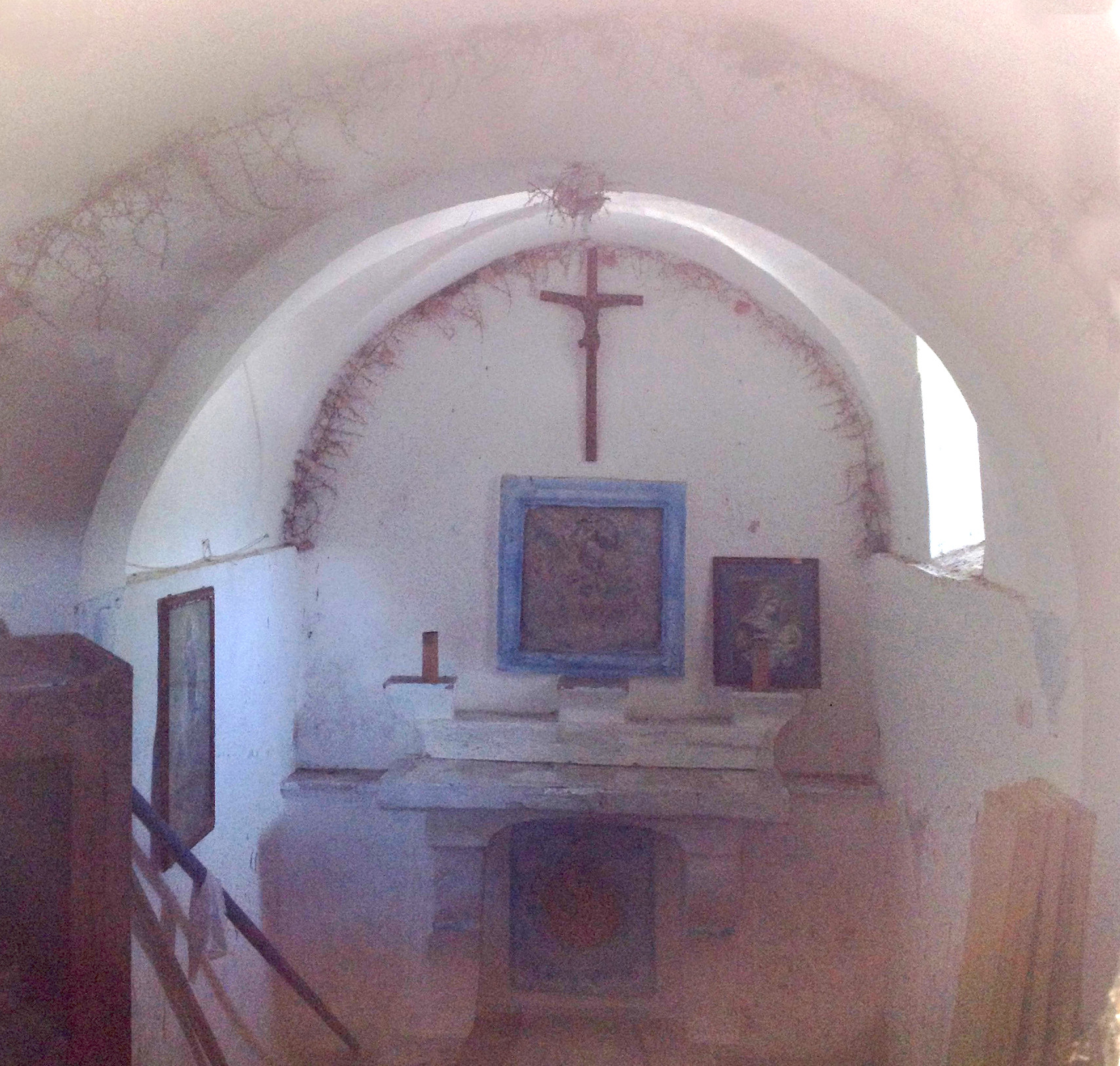
Interno della cappella della Madonna di Longato